# NGC 2077
NGC 2077 (другое обозначение — ESO 57-EN9, N160D) — эмиссионная туманность в созвездии Золотой Рыбы, расположенная в Большом Магеллановом Облаке. Открыта Джеймсом Данлопом в 1826 году. Возможно, в этой туманности сформировался источник рентгеновского излучения LMC X-1, после чего покинул её: в таком случае он покинул туманность 2,8 миллиона лет назад. В туманности есть источник радиоволн. Её возраст составляет менее 10 миллионов лет.
Этот объект входит в число перечисленных в оригинальной редакции «Нового общего каталога».